# 平卧皱叶黄杨
平卧皱叶黄杨（学名：Buxus rugulosa var. prostrata）为黄杨科黄杨属下的一个变种。

## 扩展阅读
- 維基物種上的相關：平卧皱叶黄杨